# Copa Libertadores 1973
Die Copa Libertadores 1973 war die 14. Auflage des wichtigsten südamerikanischen Fußballwettbewerbs für Vereinsmannschaften. 19 Mannschaften nahmen teil. Es nahmen jeweils die Landesmeister der CONMEBOL-Länder und die Zweiten teil, beziehungsweise der Gewinner und Finalist des Pokalwettbewerbs in Bolivien, da dort noch keine nationale Meisterschaft ausgetragen wurde. Venezuela nahm nicht teil. Das Teilnehmerfeld komplettierte Titelverteidiger CA Independiente. Das Turnier begann am 2. Februar und endete am 6. Juni 1973 mit dem Final-Entscheidungsspiel. Der argentinische Vertreter CA Independiente gewann das Finale gegen CSD Colo-Colo und konnte damit seinen Titel aus dem Vorjahr verteidigen und zum vierten Mal die Copa Libertadores gewinnen.

## 1. Gruppenphase

### Gruppe 1
| Pl. | Verein                               | Sp. | S | U | N | Tore    | Diff. | Punkte |
| --- | ------------------------------------ | --- | - | - | - | ------- | ----- | ------ |
| 1.  | Club Atlético San Lorenzo de Almagro | 6   | 5 | 0 | 1 | 015:100 | +14   | 10     |
| 2.  | Club Jorge Wilstermann               | 6   | 3 | 1 | 2 | 006:800 | −2    | 07     |
| 3.  | River Plate                          | 6   | 2 | 1 | 3 | 012:100 | +2    | 05     |
| 4.  | Oriente Petrolero                    | 6   | 1 | 0 | 5 | 005:190 | −14   | 02     |

|                                      |   |                                      | Hinspiel | Rückspiel |
| ------------------------------------ | - | ------------------------------------ | -------- | --------- |
| Oriente Petrolero                    | - | River Plate                          | 1:3      | 1:7       |
| Club Jorge Wilstermann               | - | Club Atlético San Lorenzo de Almagro | 1:0      | 0:3       |
| Oriente Petrolero                    | - | Club Atlético San Lorenzo de Almagro | 0:3      | 0:4       |
| Club Jorge Wilstermann               | - | River Plate                          | 1:0      | 2:2       |
| Oriente Petrolero                    | - | Club Jorge Wilstermann               | 3:1      | 0:1       |
| Club Atlético San Lorenzo de Almagro | - | River Plate                          | 1:0      | 4:0       |

### Gruppe 2
| Pl. | Verein              | Sp. | S | U | N | Tore    | Diff. | Punkte |
| --- | ------------------- | --- | - | - | - | ------- | ----- | ------ |
| 1.  | Botafogo FR         | 6   | 4 | 1 | 1 | 015:900 | +6    | 09     |
| 2.  | Palmeiras São Paulo | 6   | 4 | 1 | 1 | 010:600 | +4    | 09     |
| 3.  | Nacional Montevideo | 6   | 1 | 2 | 3 | 008:900 | −1    | 04     |
| 4.  | Peñarol Montevideo  | 6   | 0 | 2 | 4 | 004:130 | −9    | 02     |

|                     |   |                     | Hinspiel | Rückspiel |
| ------------------- | - | ------------------- | -------- | --------- |
| Nacional Montevideo | - | Peñarol Montevideo  | 2:0      | 1:1       |
| Palmeiras São Paulo | - | Botafogo FR         | 3:2      | 0:2       |
| Botafogo FR         | - | Nacional Montevideo | 3:2      | 2:1       |
| Palmeiras São Paulo | - | Peñarol Montevideo  | 2:0      | 2:0       |
| Palmeiras São Paulo | - | Nacional Montevideo | 1:1      | 2:1       |
| Botafogo FR         | - | Peñarol Montevideo  | 4:1      | 2:2       |

### Gruppe 3
| Pl. | Verein         | Sp. | S | U | N | Tore    | Diff. | Punkte |
| --- | -------------- | --- | - | - | - | ------- | ----- | ------ |
| 1.  | CSD Colo-Colo  | 6   | 3 | 2 | 1 | 016:400 | +12   | 08     |
| 2.  | CS Emelec      | 6   | 3 | 1 | 2 | 006:700 | −1    | 07     |
| 3.  | CD El Nacional | 6   | 2 | 1 | 3 | 005:100 | −5    | 05     |
| 4.  | Unión Española | 6   | 1 | 2 | 3 | 003:900 | −6    | 04     |

|                |   |                | Hinspiel | Rückspiel |
| -------------- | - | -------------- | -------- | --------- |
| CS Emelec      | - | CD El Nacional | 2:0      | 0:1       |
| CSD Colo-Colo  | - | Unión Española | 5:0      | 0:0       |
| CS Emelec      | - | Unión Española | 1:0      | 1:1       |
| CD El Nacional | - | CSD Colo-Colo  | 1:1      | 1:5       |
| CS Emelec      | - | CSD Colo-Colo  | 1:0      | 1:5       |
| CD El Nacional | - | Unión Española | 1:0      | 1:2       |

### Gruppe 4
| Pl. | Verein             | Sp. | S | U | N | Tore    | Diff. | Punkte |
| --- | ------------------ | --- | - | - | - | ------- | ----- | ------ |
| 1.  | CD Los Millonarios | 2   | 1 | 1 | 0 | 006:200 | +4    | 03     |
| 2.  | Deportivo Cali     | 2   | 0 | 1 | 1 | 002:600 | −4    | 01     |

|                    |   |                | Hinspiel | Rückspiel |
| ------------------ | - | -------------- | -------- | --------- |
| CD Los Millonarios | - | Deportivo Cali | 6:2      | 0:0       |

### Gruppe 5
| Pl. | Verein                    | Sp. | S | U | N | Tore    | Diff. | Punkte |
| --- | ------------------------- | --- | - | - | - | ------- | ----- | ------ |
| 1.  | Club Cerro Porteño        | 6   | 4 | 1 | 1 | 014:500 | +9    | 09     |
| 2.  | Club Olimpia              | 6   | 3 | 0 | 3 | 009:900 | ±0    | 06     |
| 3.  | Sporting Cristal          | 6   | 2 | 2 | 2 | 005:900 | −4    | 06     |
| 4.  | Universitario de Deportes | 6   | 1 | 1 | 4 | 005:100 | −5    | 03     |

|                           |   |                           | Hinspiel | Rückspiel |
| ------------------------- | - | ------------------------- | -------- | --------- |
| Sporting Cristal          | - | Universitario de Deportes | 2:2      | 1:0       |
| Club Cerro Porteño        | - | Club Olimpia              | 4:2      | 1:2       |
| Universitario de Deportes | - | Club Olimpia              | 2:1      | 1:3       |
| Sporting Cristal          | - | Club Olimpia              | 1:0      | 0:1       |
| Universitario de Deportes | - | Club Cerro Porteño        | 0:2      | 0:1       |
| Sporting Cristal          | - | Club Cerro Porteño        | 1:1      | 0:5       |

## 2. Gruppenphase

### Gruppe 1
| Pl. | Verein                               | Sp. | S | U | N | Tore    | Diff. | Punkte |
| --- | ------------------------------------ | --- | - | - | - | ------- | ----- | ------ |
| 1.  | CA Independiente                     | 4   | 2 | 1 | 1 | 005:300 | +2    | 05     |
| 2.  | Club Atlético San Lorenzo de Almagro | 4   | 1 | 2 | 1 | 004:300 | +1    | 04     |
| 3.  | CD Los Millonarios                   | 4   | 1 | 1 | 2 | 001:400 | −3    | 03     |

|                                      |   |                                      | Hinspiel | Rückspiel |
| ------------------------------------ | - | ------------------------------------ | -------- | --------- |
| CD Los Millonarios                   | - | CA Independiente                     | 1:0      | 0:2       |
| CD Los Millonarios                   | - | Club Atlético San Lorenzo de Almagro | 0:0      | 0:2       |
| Club Atlético San Lorenzo de Almagro | - | CA Independiente                     | 2:2      | 0:1       |

### Gruppe 2
| Pl. | Verein             | Sp. | S | U | N | Tore    | Diff. | Punkte |
| --- | ------------------ | --- | - | - | - | ------- | ----- | ------ |
| 1.  | CSD Colo-Colo      | 4   | 2 | 1 | 1 | 010:900 | +1    | 05     |
| 2.  | Club Cerro Porteño | 4   | 2 | 0 | 2 | 008:900 | −1    | 04     |
| 3.  | Botafogo FR        | 4   | 1 | 1 | 2 | 008:800 | ±0    | 03     |

|                    |   |               | Hinspiel | Rückspiel |
| ------------------ | - | ------------- | -------- | --------- |
| Botafogo FR        | - | CSD Colo-Colo | 1:2      | 3:3       |
| Club Cerro Porteño | - | CSD Colo-Colo | 5:1      | 0:4       |
| Club Cerro Porteño | - | Botafogo FR   | 3:2      | 0:2       |

## Finale

### Hinspiel
| CA Independiente                                             | CA Independiente | CSD Colo-Colo | CSD Colo-Colo |
| ------------------------------------------------------------ | --- | --- | ------------- |
| CA Independiente                                             | \| 22. Mai 1973 in Avellaneda (Estadio Libertadores de América) \| \| Ergebnis: 1:1 (0:0) \| \| Zuschauer: 40.000 \| \| Schiedsrichter: Lorenzo Milton ( Uruguay) \| | \| 22. Mai 1973 in Avellaneda (Estadio Libertadores de América) \| \| Ergebnis: 1:1 (0:0) \| \| Zuschauer: 40.000 \| \| Schiedsrichter: Lorenzo Milton ( Uruguay) \|                                                                            | CSD Colo-Colo |
| CA Independiente                                             | Miguel Santoro – Eduardo Antonio Commisso, Francisco Sá, Miguel Ángel López, Ricardo Pavoni, Alejandro Estanislao Semenewicz, Miguel Ángel Raimondo, Héctor Jesús Martínez, Agustín Balbuena (75. Daniel Bertoni), Miguel Giachello (46. Eduardo Maglioni), Mario Mendoza Cheftrainer: Humberto Maschio | Adolfo Nef – Mario Galindo, Leonel Herrera, Rafael González, Alejandro Silva, Guillermo Páez, Francisco Valdés, Fernando Osorio (53. Carlos Caszely), Sergio Messen, Sergio Ahumada, Leonardo Véliz (80. Alfonso Lara) Cheftrainer: Luis Álamos | CSD Colo-Colo |
| CA Independiente                                             | 1:1 Mario Mendoza (75.) | 0:1 Francisco Sá (71., Eigentor) | CSD Colo-Colo |
| CA Independiente                                             | Sergio Ahumada (73.) | | CSD Colo-Colo |
| 22. Mai 1973 in Avellaneda (Estadio Libertadores de América) | | |               |
| Ergebnis: 1:1 (0:0)                                          | | |               |
| Zuschauer: 40.000                                            | | |               |
| Schiedsrichter: Lorenzo Milton ( Uruguay)                    | | |               |

### Rückspiel
| CSD Colo-Colo                                     | CSD Colo-Colo | CA Independiente | CA Independiente |
| ------------------------------------------------- | --- | --- | ---------------- |
| CSD Colo-Colo                                     | \| 29. Mai 1973 in Santiago (Estadio Nacional) \| \| Ergebnis: 0:0 \| \| Zuschauer: 80.000 \| \| Schiedsrichter: Romualdo Arppi Filho ( Brasilien) \|                                                   | \| 29. Mai 1973 in Santiago (Estadio Nacional) \| \| Ergebnis: 0:0 \| \| Zuschauer: 80.000 \| \| Schiedsrichter: Romualdo Arppi Filho ( Brasilien) \| | CA Independiente |
| CSD Colo-Colo                                     | Adolfo Nef – Mario Galindo, Leonel Herrera, Rafael González, Alejandro Silva, Guillermo Páez, Francisco Valdés, Fernando Osorio, Carlos Caszely, Sergio Messen, Leonardo Véliz Cheftrainer: Luis Álamos | Miguel Santoro – Eduardo Antonio Commisso, Francisco Sá, Miguel Ángel López, Ricardo Pavoni, Alejandro Estanislao Semenewicz, Miguel Ángel Raimondo, Héctor Jesús Martínez, Agustín Balbuena (74. Daniel Bertoni), Miguel Giachello (46. Eduardo Maglioni), Mario Mendoza Cheftrainer: Humberto Maschio | CA Independiente |
| 29. Mai 1973 in Santiago (Estadio Nacional)       | | |                  |
| Ergebnis: 0:0                                     | | |                  |
| Zuschauer: 80.000                                 | | |                  |
| Schiedsrichter: Romualdo Arppi Filho ( Brasilien) | | |                  |

### Entscheidungsspiel
| CA Independiente                                | CA Independiente | CSD Colo-Colo | CSD Colo-Colo |
| ----------------------------------------------- | --- | --- | ------------- |
| CA Independiente                                | \| 6. Juni 1973 in Montevideo (Estadio Centenario) \| \| Ergebnis: 2:1 n. V. (1:1, 1:1) \| \| Zuschauer: 50.000 \| \| Schiedsrichter: José Romei ( Paraguay) \| | \| 6. Juni 1973 in Montevideo (Estadio Centenario) \| \| Ergebnis: 2:1 n. V. (1:1, 1:1) \| \| Zuschauer: 50.000 \| \| Schiedsrichter: José Romei ( Paraguay) \|                                                                                   | CSD Colo-Colo |
| CA Independiente                                | Miguel Santoro – Eduardo Antonio Commisso, Francisco Sá, Miguel Ángel López, Ricardo Pavoni, Alejandro Estanislao Semenewicz, Miguel Ángel Raimondo, Rubén Galván, Daniel Bertoni, Eduardo Maglioni (69. Ricardo Bochini), Mario Mendoza (75. Miguel Giachello) Cheftrainer: Humberto Maschio | Adolfo Nef – Mario Galindo, Leonel Herrera, Rafael González, Alejandro Silva (75. Gerardo Castañeda), Francisco Valdés, Guillermo Páez, Sergio Messen, Carlos Caszely, Sergio Ahumada, Leonardo Véliz (86. Alfonso Lara) Cheftrainer: Luis Álamos | CSD Colo-Colo |
| CA Independiente                                | 1:0 Mario Mendoza (25.) 2:1 Miguel Giachello (107.) | 1:1 Carlos Caszely (39.) | CSD Colo-Colo |
| CA Independiente                                | Eduardo Commisso (113.) | Leonel Herrera (77.) | CSD Colo-Colo |
| 6. Juni 1973 in Montevideo (Estadio Centenario) | | |               |
| Ergebnis: 2:1 n. V. (1:1, 1:1)                  | | |               |
| Zuschauer: 50.000                               | | |               |
| Schiedsrichter: José Romei ( Paraguay)          | | |               |